# Bełchówka
Bełchówka – nieistniejąca wieś  w Polsce, w województwie podkarpackim, w powiecie sanockim, w gminie Bukowsko. Mimo to miejscowość jest odnotowana przez GUS w rejestrze TERYT jako miejscowość podstawowa.
Wieś została założona w 2 połowie XV w. Pierwsze zapisy Belchova Vola 1451, Belkowka 1461, Bolchowa Vola 1471, Belchowka 1589. łem. Bochiwka. 
Od 1435 Piotr ze Zboisk, Petrus de Boyska, Petrus de Tyrawa, ożeniony z Małgorzatą, 1434 - 1465 chorąży sanocki, był właścicielem Bełchówki i Wolicy, Zboisk, i Bukowska. W latach 1468–1748 miejscowość należała do rzymskokatolickiej parafii w miasteczku Nowotaniec, a następnie w Bukowsku. Grekokatolicy należeli do parafii w Wolicy. Około roku 1539 wieś była w posiadaniu Mikołaja Herburta Odnowskiego. Do 1772 pod zaborami województwo ruskie, ziemia sanocka należy do cyrkułu leskiego a następnie sanockiego w Galicji.
Własność Wełdyczów. W połowie XIX wieku właścicielką posiadłości tabularnej w Bełchówce była Petronela Czukwińska. W 1898 r. Bełchówka; jako obszar dworski zamieszkiwany był przez 15 osób (powierzchnia 3,29 km²), a jako Bełchówka wieś, liczyła 248 osób oraz 39 domów, pow. wsi 2,42 km².
Pod koniec XIX wieku właścicielem majątku Bełchówka byli Julia Wełdycz (1886), Adolf Wełdycz (1890). W 1905 Włodzimierz i Zdzisław Kuzian posiadali we wsi obszar 132 ha. W 1911 właścicielem tabularnym był Stanisław Kuzian.
We wrześniu 1944 podczas operacji dukielsko-preszowskiej we wsi stacjonowała niemiecka 96. Infanterie-Division (XXIV. Panzerkorps) broniąca pozycji przed nacierającym od wschodu radzieckim 67 Korpusem piechoty oraz 167 i 129 Korpusem strzelców (107 Dywizji Piechoty).
Wieś prawie przestała istnieć po II wojnie światowej, kiedy ludność łemkowska została wysiedlona i Bełchówka stała się częścią wsi Bukowsko.

## Mieszkańcy
Nazwiska mieszkańców w XIX wieku: Baran, Biłas, Celep, Cinpa, Klatzmann, Klepczyk, Kliciak, Maczużak, Makara, Mietka (błędny zapis nazwiska, powinno być Metko lub Metka), Nieczysty, Pawlikowski, Wenejczyk, Woroniak, Winiarz,Priadko,Kramarz